# Hardy Amies
Sir Edwin Hardy Amies, KCVO (født 17. juli 1909, død 5. marts 2003) kendt som Hardy Amies, var en engelsk modedesigner, der grundlagde mærket Hardy Amies, og som er bedst kendt for sin officielle titel som kjoleskrædder for Elizabeth 2. af Storbritannien, fra hun besteg tronen i 1952 og frem til han gik på pension i 1989.
Han etablerede monarkens underspillede kjolestil. Han har udtalt til en moderedaktør at "Jeg tror ikke, at hun mener at tøj, som er meget smart, er særlig rart".
Amies skrev regelmæssigt en klumme i Esquire om herremode. I 1964 udgav han bogen ABC of Men's Fashion. Amies' strenge mandlige dresscode inkluderede regler om alt fra sokker til sommergarderobem´n. Da Hardy Amies Designer Archive blev åbnet i juli 2009 på Savile Row genudgav Victoria & Albert Museum bogen.
Han har udtalt, "en mand bør se ud som om, at han har købt sit tøj med intelligens, taget det på med omhu og glemt alt om det."
I 1974 kom Amies på Vanity Fair International Best Dressed List Hall of Fame.